# Główny Sztab Formowania
Główny Sztab Formowania Armii Polskiej w ZSRR – rzut organizacyjny Polskich Sił Zbrojnych w ZSRR utworzony w wyniku przekształcenia Sztabu Formowania i Uzupełnień 1 Korpusu.
Został utworzony w drugiej dekadzie czerwca 1944 w rejonie Sum na podstawie radzieckiego etatu 02/416 przewidującego stan 80 żołnierzy. Niektóre jego komórki organizacyjne formowano jednak poza etatem. 
Ogólny stan liczebny jednostek podległych Szefowi Głównego Sztabu Formowania wynosił około 40 000 ludzi.

## Głównemu Sztabowi Formowania podlegały
- Dowództwo 1 i 2 Korpusu Armijnego

(znajdowały się w początkowym stadium organizacji. Stan faktyczny na 1 sierpnia 1944 r. dowództwa 1 KA wynosił 12 oficerów, 2 KA – 2 oficerów)
- 1 Korpus Pancerny
- 3 szkolny pułk czołgów
- 1 Brygada Zaporowa
- 5 Dywizja Piechoty
- 6 Dywizja Piechoty

(5 i 6 DP znajdowały się w początkowym stadium organizacji. Stan faktyczny na 1 sierpnia 1944 r.  5 DP – 101 oficerów, 6 DP – 50 oficerów)
Jednostki zapasowe:
- 1 zapasowy pułk piechoty
- 21 zapasowy pułk artylerii
- 2 zapasowy pułk saperów
- 3 zapasowy pułk piechoty
- 2 zapasowy pułk piechoty
- 4 zapasowy pułk piechoty – stacjonował w Białymstoku w Koszarach im. Bema; formował 9 DP
- 4 zapasowy pułk kawalerii
- 2 zapasowy pułk łączności
- 3 samodzielny batalion łączności
- batalion rezerwy oficerów

Jednostki kwatermistrzowskie:
- 13 skład żywnościowy
- 14 skład mundurowo-taborowy
- 19 skład artyleryjski
- 4 skład materiałów pędnych i smarów
- 15 skład saperski
- 16 skład łączności
- 17 skład chemiczny
- 7 szpital garnizonowy
- 20 skład sanitarny
- kursy sanitarne
- pluton kąpielowo-dezynfekcyjny
- 5 ambulans garnizonowy
- 21 skład weterynaryjny
- piekarnia polowa
- kursy szoferów
- punkt przesyłkowy

Szkoły i kursy oficerskie:
- Centrum Wyszkolenia Armii
- Szkoła Oficerów Polityczno-Wychowawczych
- oficerska szkoła artylerii armii (w początkowym stadium organizacji).

## Rozformowanie
W pierwszej dekadzie sierpnia 1944 Główny Sztab Formowania Armii Polskiej w ZSRR został przeniesiony do kraju wraz z podległymi mu instytucjami. Stał się on zalążkiem władz naczelnych i instytucji Naczelnego Dowództwa Wojska Polskiego. Rozkazem Naczelnego Dowództwa WP nr 3 z 8 sierpnia 1944 Główny Sztab Formowania został rozwiązany, a na jego bazie oraz na bazie podległych mu instytucji utworzono.: 
- Sztab Główny Naczelnego Dowództwa Wojska Polskiego
- Główny Zarząd Polityczno-Wychowawczy
- Szefostwo Mobilizacji i Formowania Wojska Polskiego
- Szefostwo Zaopatrzenia Wojska Polskiego
- Centrum Wyszkolenia Oficerów
- Oddział Personalny Wojska Polskiego
- Najwyższy Sąd Wojskowy
- Naczelną Prokuraturę Wojskową